# José Bina Machado
José Bina Machado (Porto Alegre, 14 de dezembro de 1896 — Rio de Janeiro, 7 de agosto de 1964) foi um militar brasileiro, com a patente de general-de-divisão.
Foi Chefe do Gabinete Militar no governo Café Filho, de 14 de maio a 15 de outubro de 1955.